# Монті Голл
Монті Голл (англ. Monte "Monty Hall" Halparin; 21 серпня 1921, Вінніпег, Канада) — американський телеведучий. Як знаменитість, він мав головоломку з аспектами теорії ігор та психології, названу його ім'ям: проблема Монті Холла. За лаштунками Холл також вів активну філантропічну діяльність.

## Біографія
Нащадок емігрантів-вихідців з України.
Закінчив Манітобський університет.
Особливої популярності Монті Голл заслужив своєю доброчинною діяльністю на користь співвітчизників в Ізраїлі, хворих на діабет. Також він сприяв розвитку, зокрема, спорту (теніс, гольф).
Значну частину свого життя після укладення угоди Холл присвятив благодійності. Його сім'я каже, що він завжди брав участь у телемарафонах і допоміг зібрати близько 1 мільярда доларів на благодійність за своє життя. Холл був неодноразово нагороджений за свої благодійні зусилля. На його честь названі палати в лікарні Маунт-Сінай в Торонто та університетській лікарні Ганемана у Філадельфії.
Монті Голл удостоєний Ордена Канади (1988), відзначений на Голлівудській Алеї Слави (1973).